# Transizione delle comunità ecclesiali all'OCU

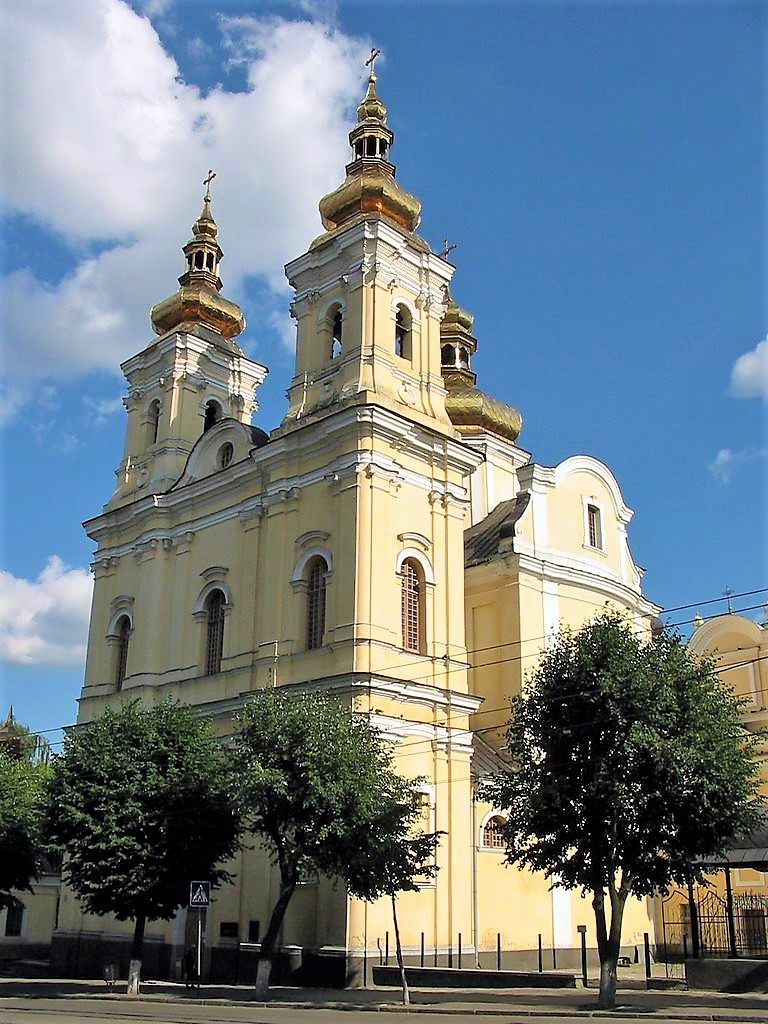
La Cattedrale della Santa Trasfigurazione, costruita nel 1779 a Vinnytsia, è stata una delle prime a trasferirsi dall'UOC (MP) all'OCU nel dicembre 2018

Il passaggio delle comunità ecclesiali all'OCU è il processo di transizione delle parrocchie dell'UOC del Patriarcato di Mosca alla Chiesa ortodossa ucraina, iniziato dopo il Consiglio di unificazione del 15 dicembre 2018 e la creazione della Chiesa ortodossa di Ucraina (OCU) di conseguenza.
Dal 15 dicembre 2018, 1.153 comunità religiose e monasteri hanno annunciato il passaggio dall'UOC (MP) all'OCU (al 7 novembre 2022).
Nel 2022 dopo l'inizio Invasione russa dell'Ucraina circa altre 700 parrocchie trasferite dall'UOC (MP) alla Chiesa ortodossa dell'Ucraina. In generale, in quattro anni dopo il consiglio di unificazione, quasi 1.500 comunità religiose hanno aderito all'OCU.

## Dinamiche di transizione delle parrocchie
Dall'inizio della guerra russo-ucraina al Consiglio di Unificazione, 62 comunità trasferite dalla UOC (MP) alla UOC KP: 23 nel 2014, 22 nel 2015, 5 nel 2016, 10 nel 2017 e 2 nel 2018 (vedi Transizione delle comunità ecclesiali a UOC KP).
Dal 15 dicembre 2018, il passaggio delle parrocchie all'OCU si presenta così, numericamente per mese:
| Periodo        | Numero di parrocchie, che hanno lasciato l'UOC (Patriarcato di Mosca) | Totale |
| -------------- | --------------------------------------------------------------------- | ------ |
| Dicembre 2018  | 35                                                                    | 35     |
| Gennaio 2019   | 152                                                                   | 187    |
| Febbraio 2019  | 234                                                                   | 421    |
| Marzo 2019     | 93                                                                    | 514    |
| Aprile 2019    | 14                                                                    | 528    |
| Maggio 2019    | 1                                                                     | 529    |
| Giugno 2019    | 7                                                                     | 536    |
| Luglio 2019    | 1                                                                     | 537    |
| Agosto 2019    | 3                                                                     | 540    |
| Settembre 2019 | 4                                                                     | 544    |
| Novembre 2019  | 1                                                                     | 545    |
| Dicembre 2019  | 2                                                                     | 547    |
| Gennaio 2020   | 1                                                                     | 548    |
| Febbraio 2020  | 1                                                                     | 549    |
| Luglio 2020    | 1                                                                     | 550    |
| Agosto 2020    | 1                                                                     | 551    |
| Ottobre 2020   | 1                                                                     | 552    |
| Febbraio 2021  | 1                                                                     | 553    |
| Marzo 2021     | 5                                                                     | 558    |
| Maggio 2021    | 2                                                                     | 560    |
| Ottobre 2021   | 3                                                                     | 563    |
| Febbraio 2022  | 1                                                                     | 564    |
| Marzo 2022     | 54                                                                    | 618    |
| Aprile 2022    | 104                                                                   | 722    |
| Maggio 2022    | 229                                                                   | 951    |
| Giugno 2022    | 104                                                                   | 1055   |
| Luglio 2022    | 54                                                                    | 1109   |
| Agosto 2022    | 30                                                                    | 1139   |
| Settembre 2022 | 12                                                                    | 1151   |
| Ottobre 2022   | 2                                                                     | 1153   |
| Novembre 2022  | 17                                                                    | 1170   |
| Dicembre 2022  | 12                                                                    | 1182   |
| Gennaio 2023   | 16                                                                    | 1198   |
| Febbraio 2023  | 26                                                                    | 1224   |
| Marzo 2023     | 10                                                                    | 1234   |
| aprile 2023    | 95                                                                    | 1375   |
| Maggio 2023    | 78                                                                    | 1453   |
| Giugno 2023    | 52                                                                    | 1505   |
| Luglio 2023    | 27                                                                    | 1532   |
| agosto 2023    | 33                                                                    | 1565   |
| settembre 2023 | 16                                                                    | 1581   |
| ottobre 2023   | 32                                                                    | 1613   |
| novembre 2023  | 30                                                                    | 1643   |
| Dicembre 2023  | 15                                                                    | 1658   |
| Gennaio 2024   | 16                                                                    | 1674   |
| Febbraio 2024  | 32                                                                    | 1706   |
| Marzo 2024     | 22                                                                    | 1728   |
| aprile 2024    | 20                                                                    | 1748   |
| Maggio 2024    | 14                                                                    | 1761   |
| Giugno 2024    | 10                                                                    | 1771   |
| Luglio 2024    | 10                                                                    | 1781   |
| agosto 2024    | 12                                                                    | 1793   |
| settembre 2024 | 13                                                                    | 1806   |
| ottobre 2024   | 11                                                                    | 1817   |
| novembre 2024  | 8                                                                     | 1825   |
| Dicembre 2024  | 4                                                                     | 1829   |
| Gennaio 2025   | 11                                                                    | 1840   |
| Febbraio 2025  | 15                                                                    | 1855   |